# Virginia de Blasis
Virginia de Blasis (Marsella, 1807 - Florència, 12 de març de 1838) fou una soprano italiana. Era germana del ballarí i coreògraf Carlo Blasis i Teresa de Blasis, una pianista i músic valent.
Virginia, figurà en primer terme entre les eminències artístiques dels seu temps per la poderosa i pura veu de soprano, la seva excel·lent escola i el seu talent escènic que li'n permetia abordar amb el mateix encert les òperes bufes i les dramàtiques. Va aconseguir els seus més grans triomfs en la Semiramide i en El barber de Sevilla, de Rossini. Va recórrer triomfalment els primers teatres d'Itàlia; de 1826 a 1829 fou l'ídol del públic de París cantant en el Théâtre Italien i l'any següent passà a Anglaterra, despertant el mateix entusiasme.
Al cap de poc de retornar a Itàlia, en tot l'apogeu de les seves facultats i la seva bellesa, cantant a Florència l'atacà una pleuresia que la portà a la tomba en menys de vuit dies. La seva mort causà un dol general, sent soterrada en la Basílica de la Santa Creu, d'aquella ciutat, panteó de les glories italianes, on se li aixecà un monument, obra de l'escultor Pampaloni. Els principals poetes italians li dedicaren sentides composicions, publicades amb el títol de Biografia di Virginia Blasis et onori poetici à lei resi (Milà, 1853), i el compositor Nancini una cantata amb lletra de Giovanni Rossi.